# FX on Hulu
FX on Hulu (denominado simplemente FX desde diciembre de 2021) es una sección dentro del servicio en la plataforma de streaming Hulu que ofrece programación de FX Networks, una filial del segmento Disney General Entertainment Content de The Walt Disney Company. Lanzado el 2 de marzo de 2020, la programación del centro se ofrece sin costo adicional para los suscriptores de Hulu. FX on Hulu ofrece programación original producida por FX específicamente para Hulu, además de programas originales pasados y actuales vistos en las cadenas FX y FXX.

## Historia
En septiembre de 2017, FX Networks lanzó FX+ un servicio de streaming sin publicidad exclusivo para suscriptores autentificados en determinados proveedores de televisión por cable. Tras la adquisición de la antigua empresa matriz 21st Century Fox, que incluía una participación de control en Hulu, FX+ dejó de funcionar en agosto de 2019 y la mayoría de sus contenidos se incorporaron a Hulu.
En noviembre de 2019, se anunció que FX Networks produciría programación original para Hulu; cuatro series originales destinadas a ser lanzados en FX (Devs, Mrs. America, A Teacher y The Old Man) fueron renombradas como las primeras originales de la marca «FX on Hulu». Como parte de la «primera fase» del 2 al 7 de marzo de 2020, FX on Hulu se lanzó con 40 programas actuales y de la biblioteca. Los programas iniciales con la marca «FX on Hulu» se estrenaron en la cadena FX antes de estar disponibles en Hulu al día siguiente.
En diciembre de 2021, Disney anunció que dejaría de utilizar la marca «FX on Hulu», por lo que la sección de Hulu para la programación de FX y FXX pasaría a llamarse simplemente «FX». El cambio de marca también se aplicará a Disney+ para los mercados internacionales.

## Programación

### Drama
| Título                           | Género                                  | Estreno                  | Temporadas                | Duración   | Estado                                               |
| -------------------------------- | --------------------------------------- | ------------------------ | ------------------------- | ---------- | ---------------------------------------------------- |
| Devs                             | Drama, ciencia ficción y tecno-thriller | 5 de marzo de 2020       | 8 episodios               | 43–57 min. | Miniserie                                            |
| Mrs. America                     | Drama                                   | 15 de abril de 2020      | 9 episodios               | 43–48 min. | Miniserie                                            |
| A Teacher                        | Drama                                   | 10 de noviembre de 2020  | 10 episodios              | 21–29 min. | Miniserie                                            |
| American Horror Stories          | Horror, antología y sobrenatural        | 15 de julio de 2021      | 2 temporada, 15 episodios | 38–49 min. | La temporada 3 se estrenará el 26 de octubre de 2023 |
| Y: The Last Man                  | Drama y ciencia ficción                 | 13 de septiembre de 2021 | 1 temporada, 10 episodios | 48–55 min. | Finalizada                                           |
| The Premise                      | Antología                               | 16 de septiembre de 2021 | 1 temporada, 5 episodios  | 29–32 min. | Finalizada                                           |
| Under the Banner of Heaven       | True crime y drama                      | 28 de abril de 2022      | 7 episodios               | 63–68 min. | Miniserie                                            |
| Pistol                           | Drama biográfico                        | 31 de mayo de 2022       | 6 episodios               | 45–56 min. | Miniserie                                            |
| The Patient                      | Suspenso psicológico                    | 30 de agosto de 2022     | 10 episodios              | 21−22 min. | Miniserie                                            |
| Fleishman is in Trouble          | Drama                                   | 17 de noviembre de 2022  | 8 episodios               | 47−52 min. | Miniserie                                            |
| Kindred                          | Drama y ciencia ficción                 | 13 de diciembre de 2022  | 1 temporada, 8 episodios  | 36−54 min. | Finalizada                                           |
| Great Expectations               | Drama histórico                         | 26 de marzo de 2023      | 6 episodios               | 56–58 min. | Miniserie                                            |
| Class of '09                     | Drama y suspenso                        | 10 de mayo de 2023       | 8 episodios               | 37–48 min. | Miniserie                                            |
| A Murder at the End of the World | Drama y misterio                        | 14 de noviembre de 2023  | 7 episodios               | 42–72 min  | Miniserie                                            |
| Shōgun                           | Drama histórico                         | 27 de febrero de 2024    | 1 temporada, 10 episodios | 53–70 min. | Pendiente                                            |
| The Veil                         | Drama y suspenso                        | 30 de abril de 2024      | 6 episodios               | 38–46 min  | Miniserie                                            |
| Clipped                          | Drama                                   | 4 de junio de 2024       | 6 episodios               | 44–58 min  | Miniserie                                            |
| Próximos lanzamientos            |                                         |                          |                           |            |                                                      |

### Comedia
| Título           | Género            | Estreno             | Temporadas                | Duración   | Estado     |
| ---------------- | ----------------- | ------------------- | ------------------------- | ---------- | ---------- |
| Reservation Dogs | Comedia           | 9 de agosto de 2021 | 3 temporada, 28 episodios | 25–31 min. | Finalizada |
| The Bear         | Comedia dramática | 23 de junio de 2022 | 3 temporada, 28 episodios | 20–66 min. | Renovada   |
| The Full Monty   | Comedia dramática | 14 de junio de 2023 | 8 episodios               | 38–54 min. | Miniserie  |

### Variedades
| Título        | Género     | Estreno             | Temporadas               | Duración   | Estado     |
| ------------- | ---------- | ------------------- | ------------------------ | ---------- | ---------- |
| The Choe Show | Variedades | 25 de junio de 2021 | 1 temporada, 4 episodios | 22–30 min. | Finalizada |

1. ↑  Coproducción con BBC One.
2. ↑  Coproducción con Disney+ (Star).

## Programación no disponible
La sección de FX en Hulu transmite la mayoría de las series producidas para FX y FXX a partir de 2008, y algunos otros programas originales (como The Shield) producidos a partir de 2002. Algunas excepciones notables son:
- American Crime Story (2016–presente) — Debido a un acuerdo de 2016 entre 20th Century Fox Television (ahora 20th Television) y Netflix, que es anterior a la adquisición por parte de Disney y al lanzamiento de FX on Hulu, Netflix tiene los derechos exclusivos de streaming global de SVOD de la franquicia de ACS (excepto en Canadá), y las nuevas entregas llegan a Netflix varios meses después de que terminen de emitirse en FX; por ello, ACS no está disponible a través de FX on Hulu.[15] Sin embargo, la serie está disponible en directo y a la carta para los clientes de Hulu + Live TV, ya que este paquete incluye el canal FX.[16] Las dos primeras temporadas fueron retiradas de Netflix a nivel mundial a finales de febrero de 2022 y sí se incorporaron a FX on Hulu al mes siguiente.[17][18] También se lanzó en Disney+ Star a nivel internacional y en Star+ en Latinoamérica.
- The Americans (2013–18) — 21st Century Fox concedió la licencia de los derechos exclusivos de streaming SVOD de Estados Unidos para esta serie a Prime Video en 2014.[19]

## Distribución internacional
Como Hulu sólo está disponible en Estados Unidos, la disponibilidad internacional de los contenidos de FX en Hulu varía según la región. Debido a acuerdos anteriores al lanzamiento de Star, el centro de contenido de entretenimiento general de Disney+ que distribuye la programación original de Hulu y el contenido de FX fuera de los Estados Unidos, varios programas de FX on Hulu pueden ser transmitidos por cadenas terceras.
En partes de Europa, la programación de FX on Hulu se distribuye a través del hub Star en Disney+; en América Latina, la programación seguía disponible en su plataforma de streaming hermana Star+, pero debido a la fusión con Disney+ y su posterior descontinuación, fue migrada a dicha plataforma a partir del 26 de junio de 2024 bajo el hub Star; y en India y partes del Sudeste Asiático, estos programas se distribuyen por Disney+ Hotstar.
En Canadá, casi toda la programación original de FX se estrena exclusivamente en las versiones nacionales de FX y FXX, como parte de una relación previamente establecida entre FX Networks y Rogers Sports and Media. Desde el lanzamiento de Star en Disney+, todas las series originales de FX on Hulu se emiten en Disney+.
Había algunos de los contenidos de FX que no estaban disponibles en Disney+ Star en Australia debido a un acuerdo de salida con Binge y su matriz Foxtel. Ha comenzado a terminar en abril de 2022 con la retirada de sus programas de FX y la migración a Disney+.